# کاگدیانائو
کاگدیانائو، به‌طور رسمی شهرداری کاگدیانائو(Surigaonon: Lungsod nan Cagdianao ; سبوانو: Lungsod sa Cagdianao ; تاگالوگ: Bayan ng Cagdianao)، یک شهرداری درجه ۳ در استان جزایر دیناگات، فیلیپین است. طبق سرشماری سال ۲۰۲۰، جمعیت آن ۱۸۳۵۰ نفر است. در ۲۴ اکتبر ۲۰۱۲، دادگاه عالی حکم خود را از سال قبل تغییر داد و قانون RA 9355 و ایجاد جزایر دیناگات به عنوان یک استان را تأیید کرد.
کاگدیانائو از نظر سیاسی به ۱۴ منطقه بارگایی تقسیم می‌شود. هر بارنگی از پوروک تشکیل شده‌است در حالی که برخی دارای جایگاه هستند.
- بوآ
- Cabunga-an
- دل پیلار
- لاگونا
- لگاسپی
- ماآتاس
- مابینی
- نووا استرلا
- Poblacion
- R. Ecleo, Sr.
- سن خوزه
- سانتا ریتا
- تیگبائو
- والنسیا